# Sister Nivedita
Sister Nivedita (nacida Margaret Elizabeth Noble; 28 de octubre de 1867 - 13 de octubre de 1911) fue una Irlandesa profesora, autora, activista social, fundadora de una escuela y discípula de Swami Vivekananda. Pasó su infancia y primera juventud en Irlanda. Estuvo prometida con un joven galés, pero éste murió poco después de su compromiso.
Sister Nivedita conoció a Swami Vivekananda en 1895 en Londres y viajó a Calcuta (actual Kolkata), India en 1898. Swami Vivekananda le dio el nombre de Nivedita (que significa Dedicada a Dios) cuando la inició en el voto de Brahmacharya el 25 de marzo de 1898. En noviembre de 1898, abrió una escuela femenina en la zona de Bagbazar del norte de Calcuta. Quería educar a las niñas que carecían incluso de educación básica. Durante la epidemia de peste que asoló Calcuta en 1899, Nivedita atendió y cuidó a los pacientes pobres.
Nivedita mantenía una estrecha relación con la recién creada Misión Ramakrishna. Debido a su activa contribución en el campo del nacionalismo indio, tuvo que desvincularse públicamente de las actividades de la Misión Ramakrishna bajo el mando del entonces presidente, Swami Brahmananda. Tuvo que hacerlo para evitar su persecución a manos de las autoridades británicas en la India. Estaba muy unida a Sarada Devi, la esposa de Ramakrishna y una de las mayores influencias detrás de la Misión Ramakrishna, y también con todos los hermanos discípulos de Swami Vivekananda. Murió el 13 de octubre de 1911 en Darjeeling. Su epitafio dice: "Aquí yace la hermana Nivedita, que lo dio todo por la India".<>